# Bibernellen-Blütenkäfer

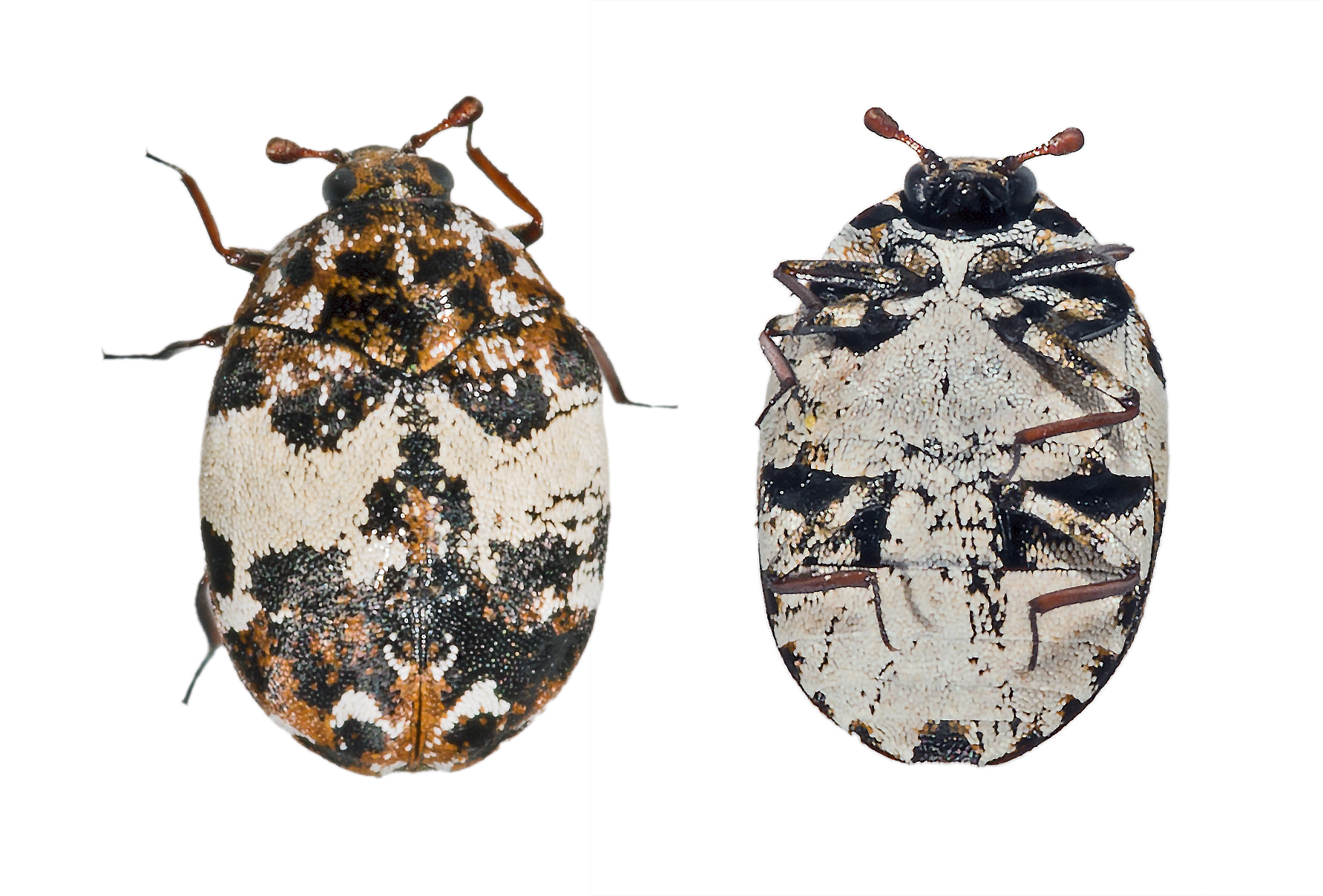
Dorsal- und Ventralansicht

Der Bibernellen-Blütenkäfer (Anthrenus pimpinellae) ist ein Käfer aus der Familie der Speckkäfer. Der Artname pimpinellae bezieht sich auf die Bibernellen (Pimpinella), einer Gattung der Doldenblütler, deren Blüten häufig von den Käfern besucht werden.

## Merkmale
Die 2–4,5 mm langen Käfer besitzen eine ovale Gestalt. Sie sind mit schwarzen, rötlichen und weißen Schuppen bedeckt und weisen ein charakteristisches Muster aus Flecken und Binden auf. Über die Flügeldecken verläuft im vorderen Bereich ein breites weißes Querband. Nahe den Enden der Flügeldecken befinden sich zwei größere weiße Flecke. Die Flügeldecken sind an der Naht vor den Flügeldeckenenden rötlich gefärbt. Die Sternite besitzen an den Seiten jeweils einen schwarzen Fleck. Die 11-gliedrigen Fühler besitzen eine aus drei Gliedern bestehende Keule.

## Ähnliche Arten
- Anthrenus angustefasciatus – das weiße Querband ist wesentlich schmäler und häufig nahe der Flügeldeckennaht unterbrochen

## Verbreitung
Die Art Anthrenus pimpinellae gilt als Kosmopolit. In Mitteleuropa ist sie weit verbreitet und häufig.

## Lebensweise
Die Imagines beobachtet man gewöhnlich im Frühjahr von April bis Juni, typischerweise beim Besuch der Blüten verschiedener Doldenblütler. Die Larven findet man häufig in Vogelnestern, insbesondere von Störchen. Die Larven ernähren sich ähnlich denen verwandter Speckkäfer-Arten von getrockneten tierischen Produkten.

## Taxonomie
Anthrenus pimpinellae gehört zur Untergattung Anthrenus. Innerhalb dieser ist Anthrenus pimpinellae Namensgeber eines
Artenkomplexes, dem mindestens 18 beschriebene Arten zugeordnet werden.